# Aovere
Koordinaten: 58° 27′ N, 26° 50′ O
Aovere ist ein Dorf (estnisch küla) in der estnischen Landgemeinde Tartu (Tartu vald) im Kreis Tartu (Tartu maakond). Es hat 86 Einwohner (Stand: 1. Januar 2010).
Bekannt war Aovere bis in die frühe Neuzeit für seine historische Schänke. Sie befand sich an der wichtigen Straßenkreuzung zwischen Tartu, Kohtla-Järve, Kallaste und Räpina. Die Gaststätte (Kilgi kõrts) und der Ort waren unter dem Familiennamen Kilgi bekannt. Die Begräbnisstätte der Familie Kilgi, auf der zwischen dem 15. und dem 18. Jahrhundert bestattet wurde, befindet sich unter einem Grabhügel in der Nähe.